# Tenuipalpus venustus
Tenuipalpus venustus är en spindeldjursart som beskrevs av Elsie Collyer 1973. Tenuipalpus venustus ingår i släktet Tenuipalpus och familjen Tenuipalpidae. Inga underarter finns listade i Catalogue of Life.